# Lorbeerkranz (Lied)
Lorbeerkranz ist ein Lied des deutschen Rappers Kollegah aus dem Jahr 2023.

## Entstehung und Veröffentlichung
Am 24. April 2023 kündigte Kollegah mit La Deutsche Vita sein elftes Soloalbum an, ohne dabei den Albumtitel zu verraten. Vier Tage später erschien mit Lorbeerkranz die erste von drei Singleauskopplungen zum Album auf digitalen Vertriebswegen bei Alpha Music Empire sowie als Musikvideo auf YouTube.
Das Lied wurde vom Interpreten selbst getextet. Für die Komposition und Produktion zeichneten Amir Aschenberg (Asche) und Thomas Riese (Masri) verantwortlich. Die Abmischung erfolgte durch Volker Gebhardt.

## Inhalt
Kollegah inszeniert sich auf dem Lied auf die für ihn typische Weise als „Boss“, der Text beinhaltet zahlreiche Wortspiele und Punchlines.

## Musikvideo
Beim zugehörigen Musikvideo übernahmen Joel Burnic sowie Kollegah selbst die Regie. Während der Promophase zum Album wurde im Rahmen von Kollegahs YouTube-Format Mitten im Bosslife ein Making-of zum Musikvideo veröffentlicht. Es wurde unter anderem im großen Saal der Stadthalle Wuppertal gedreht. Im Video trägt Kollegah verschiedene Kostüme, darunter ein an das Gewand von Ludwig II. von Bayern angelehntes Kostüm sowie eine Uniform, die der Attila-Uniform der Husaren nachempfunden wurde.

## Kommerzieller Erfolg
Lorbeerkranz stieg in der ersten Woche nach der Veröffentlichung auf Platz 19 in die deutschen Singlecharts ein und konnte sich insgesamt zwei Wochen in den Top 100 platzieren. In Österreich erreichte das Lied Platz 31 und in der Schweiz Platz 32 der Singlecharts.
| ChartsChartplatzierungen | Höchstplatzierung | Wochen |
| ------------------------ | ----------------- | ------ |
| Deutschland (GfK)        | 19 (2 Wo.)        | 2      |
| Österreich (Ö3)          | 31 (1 Wo.)        | 1      |
| Schweiz (IFPI)           | 32 (1 Wo.)        | 1      |